# Lista de governadores de Sergipe
Esta é uma lista de governantes do estado de Sergipe. Incluem-se neste artigo todos os mandatários que governaram o território hoje chamado estado de Sergipe, desde que foi separado da Capitania da Bahia até a atualidade. O atual governador do Estado de Sergipe é Fábio Mitidieri, eleito na eleição estadual de 2022.

## Breve história administrativa
O atual estado de Sergipe, foi criado pelo Decreto Régio 08 de julho de 1820 com a desanexação do seu território da Capitania da Bahia.
O poder executivo é exercido pelo governador de Sergipe. O atual governador é Fábio Mitidieri, eleito em 2022.
Com a Proclamação da República, passou a ser Estado da Federação tendo sua primeira Constituição promulgada em 1892.
O quadro permanece assim em todo o primeiro período republicano, com setores das camadas médias urbanas sendo as únicas forças a enfrentar a oligarquia local, como nas revoltas tenentistas em 1924.
Durante a Segunda Guerra Mundial, a costa sergipana foi palco de três ataques entre 15 e 16 de agosto de 1942. Os navios Baependi, Araraquara e Aníbal Benévolo foram torpedeados pelo submarino alemão U-507, comandado por Harro Schacht, causando quase 600 mortes. As comunidades alemãs e italianas foram perseguidas pela população e a repercussão dos naufrágios faz Presidente Getúlio Vargas declarar guerra ao Eixo em 22 de agosto do mesmo ano.
O poder legislativo é exercido pela Assembleia Legislativa do Estado de Sergipe, que é composta por 24 deputados. A TV Alese é um órgão de comunicação da Assembleia Legislativa que divulga as ações desta instituição.
O poder judiciário de Sergipe possui sede no Tribunal de Justiça do Estado de Sergipe, e é composto por treze desembargadores. Representações deste poder estão espalhadas por todo o estado por meio de comarcas, classificadas em primeira, segunda ou terceira entrância; ao todo, existem 47 comarcas instaladas em Sergipe.

## Governantes do período colonial (1820 — 1822)
Capitães-generais governadores
| Nº | Nome | Início do mandato       | Fim do mandato        | Observações      |
| 1  | Carlos César Burlamaqui | 20 de fevereiro de 1821 | 20 de março de 1821   |                  |
| 2  | Brigadeiro Pedro Vieira dPSe Melo | 20 de março de 1821     | 1º de outubro de 1822 |                  |
| 3  | José Mateus da Graça Leite Sampaio Presidente Guilherme José Nabuco de Araujo Padre Serafim Alves da Rocha Domingos Dias Coelho e Melo Padre José Francisco de Menezes Sobral | 1º de outubro de 1822   | 5 de março de 1824    | Junta Provisória |

## Governantes do período imperial (1822 — 1889)
A tabela abaixo indica na primeira coluna o presidente da província, que era nomeado diretamente pelo imperador (de acordo com a constituição brasileira de 1824, artigo 165), aconselhado pelo partido que estivesse no poder (o Partido Conservador ou o Partido Liberal). O presidente da província não tinha um mandato, podendo ser exonerado ou pedir afastamento à revelia. Principalmente devido a esta possibilidade concreta de falta do dirigente diretamente subordinado ao imperador e seu ministério, eram escolhidos pela assembleia provincial alguns vice-presidentes, teoricamente aptos a exercer interinamente o cargo vago, até que novo presidente fosse nomeado por Carta Imperial e assumisse o cargo.
| Nº                           | Nome                                | Imagem | Partido                  | Início do mandato       | Fim do Mandato          | Observações                                      |
| ---------------------------- | ----------------------------------- | ------ | ------------------------ | ----------------------- | ----------------------- | ------------------------------------------------ |
| Primeiro Reinado (1822-1831) |                                     |        |                          |                         |                         |                                                  |
| 1                            | Manuel Fernandes da Silveira        |        | Partido Brasileiro       | 5 de março de 1824      | 15 de fevereiro de 1825 | Brigadeiro                                       |
| 2                            | Clemente Cavalcanti                 |        | Partido Brasileiro       | 15 de fevereiro de 1825 | 2 de novembro de 1826   | Presidente Provincial nomeado por Carta imperial |
| —                            | Manuel de Deus Machado              |        | Partido Brasileiro       | 2 de novembro de 1826   | 20 de fevereiro de 1828 | Vice-Presidente em exercício                     |
| 3                            | Inácio Vicente da Fonseca           |        | Partido Brasileiro       | 20 de fevereiro de 1828 | 1º de abril de 1828     | Presidente Provincial nomeado por Carta imperial |
| —                            | Manuel de Deus Machado              |        | Partido Brasileiro       | 1º de abril de 1828     | 13 de julho de 1828     | Vice-Presidente em exercício                     |
| —                            | Inácio Vicente da Fonseca           |        | Partido Moderado         | 13 de julho de 1828     | 11 de agosto de 1830    | Presidente Provincial nomeado por Carta imperial |
| —                            | Manuel de Deus Machado              |        | Partido Moderado         | 11 de agosto de 1830    | 16 de janeiro de 1831   | Vice-Presidente em exercício                     |
| 4                            | Joaquim Marcelino de Brito          |        | Partido Nacional         | 16 de janeiro de 1831   | 4 de abril de 1831      | Presidente Provincial nomeado por Carta imperial |
| —                            | Manuel de Deus Machado              |        | Partido Nacional         | 4 de abril de 1831      | 4 de maio de 1831       | Vice-Presidente em exercício                     |
| Segundo Reinado (1831-1889)  |                                     |        |                          |                         |                         |                                                  |
| —                            | Francisco de Menezes Sobral         |        | Partido Nacional         | 4 de maio de 1831       | 21 de julho de 1831     | Vice-Presidente em exercício                     |
| —                            | Joaquim Marcelino de Brito          |        | Partido Nacional         | 21 de julho de 1831     | 4 de fevereiro de 1833  | Presidente Provincial nomeado por Carta imperial |
| —                            | José Pinto de Carvalho              |        | Partido Nacional         | 4 de fevereiro de 1833  | 29 de outubro de 1833   | Vice-Presidente em exercício                     |
| 5                            | Joaquim Geminiano Navarro           |        | Partido Nacional         | 29 de outubro de 1833   | 13 de fevereiro de 1835 | Presidente Provincial nomeado por Carta imperial |
| 6                            | Manuel Ribeiro da Silva Lisboa      |        | Partido Liberal Exaltado | 13 de fevereiro de 1835 | 10 de outubro de 1835   | Presidente Provincial nomeado por Carta imperial |
| —                            | Inácio Dias de Oliveira             |        | Partido Liberal Exaltado | 10 de outubro de 1835   | 19 de outubro de 1835   | 2° Vice-Presidente em exercício                  |
| —                            | Sebastião Gaspar de Almeida         |        | Partido Liberal Exaltado | 19 de outubro de 1835   | 6 de dezembro de 1835   | Presidente do governo provisório                 |
| —                            | Manuel Fernandes Barros             |        | Partido Liberal Exaltado | 6 de dezembro de 1835   | 9 de março de 1836      | 3° Vice-Presidente em exercício                  |
| 7                            | Bento de Melo Pereira               |        | Partido Conservador      | 9 de março de 1836      | 12 de junho de 1836     | Presidente Provincial nomeado por Carta imperial |
| —                            | Inácio Dias de Oliveira             |        | Partido Liberal Exaltado | 12 de junho de 1836     | 5 de agosto de 1836     | 2° Vice-Presidente em exercício                  |
| —                            | Sebastião Gaspar de Almeida         |        | Partido Conservador      | 5 de agosto de 1836     | 8 de setembro de 1836   | Presidente do governo provisório                 |
| —                            | Bento de Melo Pereira               |        | Partido Conservador      | 8 de setembro de 1836   | 19 de janeiro de 1837   | Presidente Provincial nomeado por Carta imperial |
| 8                            | Mariano Cavalcanti                  |        | Partido Conservador      | 19 de janeiro de 1837   | 30 de maio de 1837      | Presidente Provincial nomeado por Carta imperial |
| 9                            | José Eloy Pessoa da Silva           |        | Partido Liberal          | 31 de maio de 1837      | 23 de março de 1838     | Presidente Provincial nomeado por Carta imperial |
| —                            | Sebastião Gaspar de Almeida         |        | Partido Conservador      | 23 de março de 1838     | 21 de janeiro de 1839   | Vice-Presidente em exercício                     |
| 10                           | Joaquim José Pacheco                |        | Partido Conservador      | 21 de janeiro de 1839   | 28 de março de 1839     | Presidente Provincial nomeado por Carta imperial |
| —                            | Sebastião Gaspar de Almeida         |        | Partido Conservador      | 28 de março de 1839     | 23 de julho de 1839     | 1° Vice-Presidente em exercício                  |
| —                            | Joaquim Martins Fontes              |        | Partido Conservador      | 23 de julho de 1839     | 28 de agosto de 1839    | 2° Vice-Presidente em exercício                  |
| 11                           | Venceslau de Oliveira Belo          |        | Partido Conservador      | 28 de agosto de 1839    | 8 de agosto de 1840     | Presidente Provincial nomeado por Carta imperial |
| —                            | Joaquim Martins Fontes              |        | Partido Conservador      | 8 de agosto de 1840     | 19 de outubro de 1840   | Vice-Presidente em exercício                     |
| 12                           | João Pedro da Silva Ferreira        |        | Partido Conservador      | 19 de outubro de 1840   | 16 de junho de 1841     | Presidente Provincial nomeado por Carta imperial |
| —                            | Joaquim Martins Fontes              |        | Partido Conservador      | 30 de abril de 1841     | 15 de junho de 1841     | Vice-Presidente em exercício                     |
| —                            | João Pedro da Silva Ferreira        |        | Partido Conservador      | 15 de junho de 1841     | 16 de junho de 1841     | Presidente Provincial nomeado por Carta imperial |
| 13                           | João Cansanção de Sinimbu           |        | Partido Liberal          | 16 de junho de 1841     | 1º de julho de 1841     | Presidente Provincial nomeado por Carta imperial |
| —                            | Joaquim Martins Fontes              |        | Partido Conservador      | 1º de julho de 1841     | 19 de dezembro de 1841  | Presidente do governo interino                   |
| 14                           | Sebastião Gaspar de Almeida         |        | Partido Conservador      | 19 de dezembro de 1841  | 28 de dezembro de 1842  | Presidente Provincial nomeado por Carta imperial |
| 15                           | Anselmo Francisco Peretti           |        | Partido Liberal          | 28 de dezembro de 1842  | 17 de fevereiro de 1844 | Presidente Provincial nomeado por Carta imperial |
| 16                           | Manuel Vieira Tosta                 |        | Partido Liberal          | 17 de fevereiro de 1844 | 15 de julho de 1844     | Presidente Provincial nomeado por Carta imperial |
| 17                           | José Bitencourt Câmara              |        | Partido Conservador      | 15 de julho de 1844     | 13 de dezembro de 1844  | Presidente Provincial nomeado por Carta imperial |
| —                            | Francisco de Menezes Sobral         |        | Partido Conservador      | 13 de dezembro de 1844  | 15 de abril de 1845     | Vice-Presidente em exercício                     |
| 18                           | Antônio Álvares do Amaral           |        | Partido Conservador      | 15 de abril de 1845     | 29 de outubro de 1846   | Presidente Provincial nomeado por Carta imperial |
| 19                           | José Ferreira Souto                 |        | Partido Conservador      | 30 de outubro de 1846   | 3 de julho de 1847      | Presidente Provincial nomeado por Carta imperial |
| —                            | Francisco de Menezes Sobral         |        | Partido Conservador      | 3 de julho de 1847      | 16 de outubro de 1847   | 1° Vice-Presidente em exercício                  |
| —                            | João Bittencourt Calazans           |        | Partido Conservador      | 16 de outubro de 1847   | 18 de outubro de 1847   | 2° Vice-Presidente em exercício                  |
| 20                           | Joaquim José Teixeira               |        | Partido Liberal          | 18 de outubro de 1847   | 28 de abril de 1848     | Presidente Provincial nomeado por Carta imperial |
| 21                           | Zacarias de Góis                    |        | Partido Conservador      | 28 de abril de 1848     | 17 de dezembro de 1849  | Presidente Provincial nomeado por Carta imperial |
| 22                           | Amâncio Pereira de Andrade          |        | Partido Liberal          | 17 de dezembro de 1849  | 19 de julho de 1851     | Presidente Provincial nomeado por Carta imperial |
| 23                           | José Antônio de Oliveira            |        | Partido Liberal          | 19 de julho de 1851     | 14 de julho de 1853     | Presidente Provincial nomeado por Carta imperial |
| 24                           | Luiz Antônio Pereira Franco         |        | Partido Conservador      | 14 de julho de 1853     | 17 de novembro de 1853  | Presidente Provincial nomeado por Carta imperial |
| 25                           | Inácio Joaquim Barbosa Jr           |        | Partido Conservador      | 17 de novembro de 1853  | 10 de setembro de 1855  | Presidente Provincial nomeado por Carta imperial |
| —                            | José da Trindade Prado              |        | Partido Liberal          | 10 de setembro de 1855  | 27 de setembro de 1855  | Barão de Propriá                                 |
| —                            | João Gomes de Melo                  |        | Partido Liberal          | 27 de setembro de 1855  | 27 de fevereiro de 1856 | Vice-Presidente em exercício                     |
| 26                           | Salvador Correia Benevides          |        | Partido Liberal          | 27 de fevereiro de 1856 | 10 de abril de 1857     | Presidente Provincial nomeado por Carta imperial |
| —                            | José da Trindade Prado              |        | Partido Liberal          | 10 de abril de 1857     | 5 de agosto de 1857     | Barão de Propriá                                 |
| 27                           | João Dabney Brotero                 |        | Partido Conservador      | 5 de agosto de 1857     | 7 de março de 1859      | Presidente Provincial nomeado por Carta imperial |
| 28                           | Manuel da Cunha Galvão              |        | Partido Conservador      | 7 de março de 1859      | 15 de agosto de 1860    | Presidente Provincial nomeado por Carta imperial |
| 29                           | Tomás Alves Júnior                  |        | Partido Conservador      | 15 de agosto de 1860    | 26 de março de 1861     | Presidente Provincial nomeado por Carta imperial |
| —                            | Joaquim Ferreira Gomes              |        | Partido Conservador      | 26 de março de 1861     | 1º de junho de 1861     | Vice-Presidente em exercício                     |
| 30                           | Joaquim Jacinto de Mendonça         |        | Partido Conservador      | 1 de junho de 1861      | 13 de junho de 1863     | Presidente Provincial nomeado por Carta imperial |
| —                            | Joaquim José de Oliveira            |        | Partido Conservador      | 13 de junho de 1863     | 13 de junho de 1863     | 1° Vice-Presidente em exercício                  |
| —                            | Ângelo Francisco Ramos              |        | Partido Conservador      | 13 de junho de 1863     | 21 de junho de 1863     | 2° Vice-Presidente em exercício                  |
| 31                           | Alexandre Rodrigues da Silva Chaves |        | Partido Liberal          | 31 de julho de 1863     | 24 de fevereiro de 1864 | Presidente Provincial nomeado por Carta imperial |
| —                            | Antônio Dias Coelho e Melo          |        | Partido Liberal          | 24 de fevereiro de 1864 | 21 de junho de 1864     | Vice-Presidente em exercício                     |
| 32                           | Cincinato Pinto da Silva            |        | Partido Conservador      | 21 de junho de 1864     | 5 de novembro de 1865   | Presidente Provincial nomeado por Carta imperial |
| —                            | Ângelo Francisco Ramos              |        | Partido Conservador      | 5 de novembro de 1865   | 2 de janeiro de 1866    | Presidente do governo provisório                 |
| —                            | Antônio Dias Coelho e Melo          |        | Partido Liberal          | 2 de janeiro de 1866    | 1º de fevereiro de 1866 | 1° Vice-Presidente em exercício                  |
| 33                           | José Pereira da Silva Morais        |        | Partido Conservador      | 1º de fevereiro de 1866 | 28 de outubro de 1867   | Presidente Provincial nomeado por Carta imperial |
| 34                           | Antônio Aragão Bulcão               |        | Partido Liberal          | 28 de outubro de 1867   | 10 de agosto de 1868    | Presidente Provincial nomeado por Carta imperial |
| —                            | José da Trindade Prado              |        | Partido Liberal          | 10 de agosto de 1868    | 27 de novembro de 1868  | Barão de Propriá                                 |
| 35                           | Evaristo Ferreira da Veiga          |        | Partido Liberal          | 27 de novembro de 1868  | 18 de junho de 1869     | Presidente Provincial nomeado por Carta imperial |
| —                            | José da Trindade Prado              |        | Partido Liberal          | 18 de junho de 1869     | 8 de novembro de 1869   | Barão de Propriá                                 |
| —                            | Dionísio Rodrigues Dantas           |        | Partido Liberal          | 8 de novembro de 1869   | 2 de dezembro de 1869   | Vice-Presidente em exercício                     |
| 36                           | Francisco José Cardoso Jr           |        | Partido Conservador      | 2 de dezembro de 1869   | 11 de maio de 1871      | Presidente Provincial nomeado por Carta imperial |
| —                            | Vicente Pires da Mota               |        | Partido Conservador      | 12 de maio de 1871      | 1º de julho de 1871     | 1° Vice-Presidente em exercício                  |
| —                            | Dionísio Rodrigues Dantas           |        | Partido Liberal          | 1º de julho de 1871     | 1º de setembro de 1871  | 2° Vice-Presidente em exercício                  |
| —                            | José da Trindade Prado              |        | Partido Liberal          | 1º de setembro de 1871  | 1º de janeiro de 1872   | Barão de Propriá                                 |
| 37                           | Luís Álvares de Azevedo Macedo      |        | Partido Conservador      | 1º de janeiro de 1872   | 1º de março de 1872     | Presidente Provincial nomeado por Carta imperial |
| 38                           | Joaquim Bento de Oliveira Jr        |        | Partido Liberal          | 1º de março de 1872     | 1º de junho de 1872     | Presidente Provincial nomeado por Carta imperial |
| 39                           | Cipriano de Almeida Sebrão          |        | Partido Conservador      | 1º de junho de 1872     | 1º de janeiro de 1873   | Presidente Provincial nomeado por Carta imperial |
| 40                           | Manuel da Fonseca Galvão            |        | Partido Conservador      | 1º de janeiro de 1873   | 1º de maio de 1873      | Presidente Provincial nomeado por Carta imperial |
| 41                           | Cipriano de Almeida Sebrão          |        | Partido Conservador      | 1º de maio de 1873      | 1º de janeiro de 1874   | Presidente Provincial nomeado por Carta imperial |
| 42                           | Antônio dos Passos Miranda          |        | Partido Liberal          | 1º de janeiro de 1874   | 1º de janeiro de 1875   | Presidente Provincial nomeado por Carta imperial |
| 43                           | Cipriano de Almeida Sebrão          |        | Partido Conservador      | 1º de janeiro de 1875   | 1º de janeiro de 1876   | Presidente Provincial nomeado por Carta imperial |
| 44                           | João Ferreira de Araújo Pinho       |        | Partido Conservador      | 1º de janeiro de 1876   | 10 de janeiro de 1877   | Presidente Provincial nomeado por Carta imperial |
| 45                           | José Martins Fontes                 |        | Partido Conservador      | 10 de janeiro de 1877   | 1º de julho de 1877     | Presidente Provincial nomeado por Carta imperial |
| 46                           | Francisco Correia de Araújo         |        | Partido Liberal          | 1º de julho de 1877     | 1º de janeiro de 1878   | Presidente Provincial nomeado por Carta imperial |
| 47                           | Bruno Eduardo da Silva Porfírio     |        | Partido Liberal          | 1º de janeiro de 1878   | 1º de junho de 1878     | Presidente Provincial nomeado por Carta imperial |
| 48                           | Ildefonso Ribeiro de Meneses        |        | Partido Conservador      | 1º de junho de 1878     | 11 de novembro de 1878  | Presidente Provincial nomeado por Carta imperial |
| 49                           | Raimundo Bráulio Pires Lima         |        | Partido Conservador      | 11 de novembro de 1878  | 10 de março de 1879     | Presidente Provincial nomeado por Carta imperial |
| 50                           | Teófilo Fernandes dos Santos        |        | Partido Conservador      | 10 de março de 1879     | 28 de julho de 1880     | Presidente Provincial nomeado por Carta imperial |
| 51                           | Luís Alves Leite Bello              |        | Partido Liberal          | 28 de julho de 1880     | 18 de maio de 1881      | Presidente Provincial nomeado por Carta imperial |
| 52                           | Herculano Inglês de Sousa           |        | Partido Liberal          | 18 de maio de 1881      | 22 de maio de 1882      | Presidente Provincial nomeado por Carta imperial |
| 53                           | José Aires do Nascimento            |        | Partido Conservador      | 22 de maio de 1882      | 25 de agosto de 1883    | Presidente Provincial nomeado por Carta imperial |
| 54                           | Francisco Cunha Barreto             |        | Partido Liberal          | 25 de agosto de 1883    | 7 de setembro de 1884   | Presidente Provincial nomeado por Carta imperial |
| 55                           | Luís Caetano Muniz Barreto          |        | Partido Conservador      | 7 de setembro de 1884   | 27 de outubro de 1885   | Presidente Provincial nomeado por Carta imperial |
| 56                           | Manuel de Araújo Góis               |        | Partido Liberal          | 27 de outubro de 1885   | 19 de março de 1888     | Presidente Provincial nomeado por Carta imperial |
| 57                           | Olímpio Santos Vital                |        | Partido Liberal          | 19 de março de 1888     | 30 de julho de 1888     | Presidente Provincial nomeado por Carta imperial |
| 58                           | Francisco Prestes Pimentel          |        | Partido Conservador      | 30 de julho de 1888     | 5 de julho de 1889      | Presidente Provincial nomeado por Carta imperial |
| 59                           | Jerônimo Sodré Pereira              |        | Partido Liberal          | 5 de julho de 1889      | 15 de novembro de 1889  | Presidente Provincial nomeado por Carta imperial |

## Período republicano (1889-2025)
| Nº                                        | Nome                               | Imagem                | Partido                                          | Início do mandato       | Fim do mandato                            | Observações                                     |
| Primeira República Brasileira (1889-1930) |                                    |                       |                                                  |                         |                                           |                                                 |
| —                                         | Junta Governativa Sergipana        |                       |                                                  | 17 de novembro de 1889  | 13 de dezembro de 1889                    | Nomeados por decreto do Presidente da República |
| 1                                         | Felisbelo Firmo de Oliveira Freire |                       |                                                  | 13 de dezembro de 1889  | 17 de agosto de 1890                      | Nomeado por decreto do Presidente da República  |
| —                                         | Luis Mendes de Morais              |                       |                                                  | 26 de janeiro de 1891   | em 27 de maio de 1891                     | Nomeados por decreto do Presidente da República |
| —                                         | Vicente Ribeiro                    |                       |                                                  | 8 de junho de 1891      | 24 de novembro de 1891                    | Nomeado por decreto do Presidente da República  |
| 2                                         | José de Calazans                   |                       |                                                  | 18 de maio de 1892      | 11 de setembro de 1894                    | Nomeado por decreto do Presidente da República  |
| 3                                         | Oliveira Valadão                   |                       |                                                  | 24 de outubro de 1894   | 27 de junho de 1896                       | Nomeado por decreto do Presidente da República  |
| 4                                         | Martinho Garcez                    |                       |                                                  | 24 de outubro de 1896   | 14 de agosto de 1898                      | Presidente eleito por votação indireta          |
| 5                                         | Olímpio Campos                     |                       |                                                  | 24 de outubro de 1899   | 24 de outubro de 1902                     | Presidente eleito por votação indireta          |
| 6                                         | Josino Odorico de Menezes          |                       | Partido Republicano Sergipense                   | 24 de outubro de 1902   | 24 de outubro de 1905                     | Presidente eleito em sufrágio universal         |
| 7                                         | Guilherme de Campos                |                       |                                                  | 24 de outubro de 1905   | 10 de agosto de 1906                      | Vice-Presidente no cargo de Presidente          |
| 7                                         | Guilherme de Campos                |                       |                                                  | 28 de agosto de 1906    | 24 de outubro de 1908                     | Vice-Presidente no cargo de Presidente          |
| 8                                         | José Rodrigues da Costa Dória      |                       | Partido Republicano Conservador                  | 24 de outubro de 1908   | 24 de outubro de 1911                     | Presidente eleito em sufrágio universal         |
| 9                                         | Antônio José de Siqueira Menezes   |                       |                                                  | 24 de outubro de 1911   | 28 de julho de 1914                       | Presidente eleito em sufrágio universal         |
| 10                                        | Pedro Freire de Carvalho           |                       | Partido Republicano Conservador                  | 28 de julho de 1914     | 24 de outubro de 1914                     | Vice-Presidente no cargo de Presidente          |
| 11                                        | Oliveira Valadão                   |                       |                                                  | 24 de outubro de 1914   | 24 de outubro de 1918                     | Presidente eleito em sufrágio universal         |
| 12                                        | José Joaquim Pereira Lobo          |                       |                                                  | 24 de outubro de 1918   | 24 de outubro de 1922                     | Presidente eleito em sufrágio universal         |
| 13                                        | Maurício Graccho Cardoso           |                       |                                                  | 24 de outubro de 1922   | 24 de outubro de 1926                     | Presidente eleito em sufrágio universal         |
| —                                         | Manuel Correia Dantas              |                       |                                                  | 24 de outubro de 1926   | 6 de novembro de 1926                     | Presidente Interino                             |
| —                                         | Ciro Franklin de Azevedo           |                       |                                                  | 6 de novembro de 1926   | 5 de dezembro de 1926                     | Presidente Interino                             |
| —                                         | Manuel Correia Dantas              |                       |                                                  | 5 de dezembro de 1926   | 9 de janeiro de 1927                      | Presidente Interino                             |
| —                                         | Francisco de Sousa Porto           |                       |                                                  | 9 de janeiro de 1927    | 30 de janeiro de 1927                     | Presidente Interino                             |
| 14                                        | Manuel Correia Dantas              |                       |                                                  | 30 de janeiro de 1927   | 17 de outubro de 1930                     | Presidente eleito em sufrágio universal         |
| Era Vargas (1930-1945)                    |                                    |                       |                                                  |                         |                                           |                                                 |
| —                                         | Erônides de Carvalho               |                       |                                                  | 17 de outubro de 1930   | 20 de outubro de 1930                     | Interventor Federal                             |
| —                                         | José de Calazans                   |                       |                                                  | 20 de outubro de 1930   | 4 de novembro de 1930                     | Interventor Federal                             |
| —                                         | Marcelino José Jorge               |                       |                                                  | 4 de novembro de 1930   | 10 de novembro de 1930                    | Interventor Federal                             |
| —                                         | José de Calazans                   |                       |                                                  | 10 de novembro de 1930  | 16 de novembro de 1930                    | Interventor Federal                             |
| 15                                        | Augusto Maynard Gomes              |                       |                                                  | 16 de novembro de 1930  | 28 de março de 1935                       | Interventor Federal                             |
| —                                         | Aristides Napoleão de Carvalho     |                       |                                                  | 28 de março de 1935     | 2 de abril de 1935                        | Interventor Federal                             |
| 16                                        | Erônides de Carvalho               |                       |                                                  | 2 de abril de 1935      | 9 de novembro de 1937                     | Governador eleito em sufrágio universal         |
| —                                         | Erônides de Carvalho               |                       |                                                  | 10 de novembro de 1937  | 30 de junho de 1941                       | Interventor Federal                             |
| 17                                        | Milton Pereira de Azevedo          |                       |                                                  | 1º de junho de 1941     | 27 de março de 1942                       | Interventor Federal                             |
| 18                                        | Augusto Maynard Gomes              |                       |                                                  | 27 de março de 1942     | 27 de outubro de 1945                     | Interventor Federal                             |
| Quarta República Brasileira (1945-1964)   |                                    |                       |                                                  |                         |                                           |                                                 |
| —                                         | Francisco Leite Neto               |                       |                                                  | 27 de outubro de 1945   | 5 de novembro de 1945                     | Interventor Federal                             |
| 19                                        | Hunald Santaflor Cardoso           |                       |                                                  | 5 de novembro de 1945   | 31 de março de 1946                       | Interventor Federal                             |
| 20                                        | Antônio de Freitas Brandão         |                       |                                                  | 31 de março de 1946     | 30 de janeiro de 1947                     | Interventor Federal                             |
| 21                                        | Joaquim Sabino Ribeiro             |                       |                                                  | 30 de janeiro de 1947   | 29 de março de 1947                       | Presidente do Conselho Administrativo do Estado |
| 22                                        | José Rollemberg                    |                       | Partido Social Democrático PSD                   | 29 de março de 1947     | 31 de janeiro de 1951                     | Governador eleito em sufrágio universal         |
| —                                         | João Dantas Martins dos Reis       |                       | Partido Social Democrático PSD                   | 31 de janeiro de 1951   | 17 de fevereiro de 1951                   | Governador Interino                             |
| 23                                        | Edélzio Vieira de Melo             |                       | Partido Social Democrático PSD                   | 17 de fevereiro de 1951 | 12 de março de 1951                       | Governador nomeado                              |
| 24                                        | Arnaldo Rollemberg Garcez          |                       | Partido Social Democrático PSD                   | 12 de março de 1951     | 31 de janeiro de 1955                     | Governador eleito em sufrágio universal         |
| 25                                        | Leandro Maynard Maciel             |                       | União Democrática Nacional UDN                   | 31 de janeiro de 1955   | 31 de janeiro de 1959                     | Governador eleito em sufrágio universal         |
| 26                                        | Luís Garcia                        |                       | União Democrática Nacional UDN                   | 31 de janeiro de 1959   | 6 de julho de 1962                        | Governador eleito em sufrágio universal         |
| 27                                        | Dionísio Machado                   |                       | União Democrática Nacional UDN                   | 6 de julho de 1962      | 30 de janeiro de 1963                     | Vice-Governador eleito no cargo de Governador   |
| 28                                        | Horácio Dantas de Goes             |                       | Partido Social Democrático PSD                   | 30 de janeiro de 1963   | 31 de janeiro de 1963                     | Presidente da Assembléia Legislativa            |
| 29                                        | João de Seixas Dória               |                       | Partido Republicano PR                           | 31 de janeiro de 1963   | 1º de abril de 1964                       | Governador eleito em sufrágio universal         |
| Regime Militar (1964-1985)                |                                    |                       |                                                  |                         |                                           |                                                 |
| 30                                        | Celso Carvalho                     |                       | Aliança Renovadora Nacional ARENA                | 1º de abril de 1964     | 31 de janeiro de 1966                     | Vice-Governador eleito no cargo de Governador   |
| 31                                        | Lourival Baptista                  |                       | Aliança Renovadora Nacional ARENA                | 31 de janeiro de 1966   | 14 de maio de 1970                        | Governador eleito pela Assembléia Legislativa   |
| —                                         | Wolney Leal de Melo                |                       | Aliança Renovadora Nacional ARENA                | 14 de maio de 1970      | 4 de junho de 1970                        | Presidente da Assembléia Legislativa            |
| 32                                        | João de Andrade Garcez             |                       | Aliança Renovadora Nacional ARENA                | 4 de junho de 1970      | 15 de março de 1971                       | Presidente da Assembléia Legislativa            |
| 33                                        | Paulo Barreto de Menezes           |                       | Aliança Renovadora Nacional ARENA                | 15 de março de 1971     | 15 de março de 1975                       | Governador eleito pela Assembléia Legislativa   |
| 34                                        | José Rollemberg                    |                       | Aliança Renovadora Nacional ARENA                | 15 de março de 1975     | 15 de março de 1979                       | Governador eleito pela Assembléia Legislativa   |
| 35                                        | Augusto Franco                     |                       | Partido Democrático Social PDS                   | 15 de março de 1979     | 14 de maio de 1982                        | Governador eleito pela Assembléia Legislativa   |
| 36                                        | Djenal Queirós                     |                       | Partido Democrático Social PDS                   | 14 de maio de 1982      | 15 de março de 1983                       | Vice-governador no cargo de Governador          |
| Nova República (1985-presente)            |                                    |                       |                                                  |                         |                                           |                                                 |
| 37                                        | João Alves Filho                   |                       | Partido Democrático Social PDS                   | 15 de março de 1983     | 15 de março de 1987                       | Governador eleito em sufrágio universal         |
| 38                                        | Antônio Carlos Valadares           |                       | Partido da Frente Liberal PFL                    | 15 de março de 1987     | 15 de março de 1991                       | Governador eleito em sufrágio universal         |
| 39                                        | João Alves Filho                   |                       | Partido da Frente Liberal PFL                    | 15 de março de 1991     | 1º de janeiro de 1995                     | Governador eleito em sufrágio universal         |
| 40                                        | Albano Franco                      |                       | Partido da Social Democracia Brasileira PSDB     | 1º de janeiro de 1995   | 1º de janeiro de 1999                     | Governador eleito em sufrágio universal         |
| 40                                        | Albano Franco                      | 1º de janeiro de 1999 | Partido da Social Democracia Brasileira PSDB     | 1º de janeiro de 2003   | Governador eleito em sufrágio universal   |                                                 |
| 41                                        | João Alves Filho                   |                       | Partido da Frente Liberal PFL                    | 1º de janeiro de 2003   | 1º de janeiro de 2007                     | Governador eleito em sufrágio universal         |
| 42                                        | Marcelo Déda                       |                       | Partido dos Trabalhadores PT                     | 1º de janeiro de 2007   | 1º de janeiro de 2011                     | Governador eleito em sufrágio universal         |
| 42                                        | Marcelo Déda                       | 1º de janeiro de 2011 | Partido dos Trabalhadores PT                     | 2 de dezembro de 2013   | Governador reeleito falecido no cargo     |                                                 |
| 43                                        | Jackson Barreto                    |                       | Partido do Movimento Democrático Brasileiro PMDB | 2 de dezembro de 2013   | 1º de janeiro de 2015                     | Vice-Governador no cargo de Governador          |
| 43                                        | Jackson Barreto                    | 1º de janeiro de 2015 | Partido do Movimento Democrático Brasileiro PMDB | 6 de abril de 2018      | Governador reeleito em sufrágio universal |                                                 |
| 44                                        | Belivaldo Chagas                   |                       | Partido Social Democrático PSD                   | 6 de abril de 2018      | 1° de janeiro de 2019                     | Vice-governador no cargo de Governador          |
| 44                                        | Belivaldo Chagas                   | 1° de janeiro de 2019 | Partido Social Democrático PSD                   | 1° de janeiro de 2023   | Governador reeleito em sufrágio universal |                                                 |
| 45                                        | Fábio Mitidieri                    |                       | Partido Social Democrático PSD                   | 1° de janeiro de 2023   | Em exercício                              | Governador eleito em sufrágio universal         |